# The Visitor (Album)
The Visitor ist das dritte Studioalbum der britischen Progressive-Rock-Band Arena. Es erschien im Jahr 1998 bei Verglas Music.

## Entstehung und Veröffentlichung
Das Album ist das erste reguläre mit dem Gitarristen John Mitchell, der 1997 Keith More ersetzte und bereits auf der EP Pride und dem Livealbum Welcome to the Stage – Live zu hören war. The Visitor wurde in den Thin Ice Studios aufgenommen und dort von Simon Hanhart abgemischt, der das Album mit Clive Nolan auch produzierte.

## Titelliste
1. A Crack in the Ice – 7:25
2. Pins and Needles – 2:46
3. Double Vision – 4:24
4. Elea – 2:36
5. The Hanging Tree – 7:09
6. A State of Grace – 3:26
7. Blood Red Room – 1:47
8. In the Blink of an Eye – 5:29
9. (Don’t Forget to) Breathe – 3:40
10. Serenity – 2:10
11. Tears in the Rain – 5:43
12. Enemy Without – 5:05
13. Running from Damascus – 3:44
14. The Visitor – 6:13

## Stil
Arena spielen auf The Visitor ideenreichen und atmosphärischen Neo-Prog mit eingängigen Melodien. Es gibt ruhige, hymnische und hektische Stücke mit meist komplexen Strukturen. Die Gitarren stehen oft im Vordergrund, zuweilen auch die für den Neo-Prog typischen Keyboard-Klangflächen. The Visitor ist ein Konzeptalbum, das sich mit Tod und Schmerz auseinandersetzt. Das Artwork wurde von Hugh Syme gestaltet.

## Rezeption
Die Presse reagierte meist positiv auf das Album, das heute oft als Arenas Schaffenshöhepunkt bezeichnet wird. Auf den Babyblauen Seiten wird zwar bisweilen kritisiert, The Visitor klinge steril oder nähere sich zu sehr dem Adult Oriented Rock an, es wird jedoch auch gelobt, „[d]ie musikalischen Stimmungen sind sehr geschickt in Szene gesetzt und lassen eigentlich an keinem Punkt Langeweile aufkommen“. Michael Rensen vom Rock Hard findet das Album zeitlos und urteilt: „Keine einzige Gesangslinie kommt ohne Ohrwurm-Appeal daher, kein Solo wirkt deplaziert, jedes Riff sitzt, keine einzige Songidee besitzt Zweitliga-Niveau oder wurde zu sehr ausgeschlachtet, und vor allem stimmt der Gesamtsound bis ins Detail.“ Das eclipsed-Magazin nahm The Visitor in seine Liste der 150 wichtigsten Prog-Alben auf.